# Prva balkanska vojna
Prva balkanska vojna je prva izmed dveh vojn, ki sta zaznamovali umik Osmanskega cesarstva z Balkana.
Po italijansko-osmanski vojni, ko so Italijani brez večjih težav zasedli ozemlja Libije in Dodekaneza, so opogumljene članice  novoustanovljene balkanske lige, Bolgarija, Črna gora, Grčija in Srbija krenile v novo vojno proti osmanski državi. Računali so, da so osmanske sile zaradi ravno končanega spopada oslabljene. 
Prva balkanska vojna se je odvijala med oktobrom 1912 ter majem 1913, v njej pa so članice balkanske lige osvojile ozemlje novopazarskega Sandžaka, Kosova, Makedonije in večino Trakije ter si ga razdelile. 
Do odločilnih zmag balkanske lige je prišlo, ko so Srbi zmagali pri Kumanovem, Črnogorci zasedli Skadar, Grki vdrli v Solun, Bolgari pa so potisnili osmanske čete do Čataldže. 
Osmansko cesarstvo je zaprosilo za mir, ki je bil sklenjen v Londonu leta 1913. Na podlagi tega sporazuma je morala osmanska država balkanskim zaveznikom odstopiti ozemlje zahodno od črte Enos-Midija; obdržala je le majhen pas ozemlja v Evropi.
Zaradi sporov o razdelitvi Makedonije je prišlo do druge balkanske vojne. Posledica prve balkanske vojne je bila tudi ustanovitev neodvisne Albanije, ki so jo kljub nasprotovanju Srbije in Črne gore podprle velesile, predvsem Avstro-Ogrska. Srbija je tako dokončno izgubila stik z morjem.